# Jilin-Universität
Die Jilin-Universität (kurz: JLU - chinesisch 吉林大学, Pinyin Jílín Dàxué) ist eine 1946 gegründete, staatliche Universität in der Volksrepublik China; sie hat ihren Sitz in Changchun, der Hauptstadt der Provinz Jilin.
Die Jilin-Universität gehört zu den Universitäten des Projekt 211 und hatte 2005 über 60.000 Studenten und über 15.000 wissenschaftliche Angestellte.